# Sufficiently Breathless
Sufficiently Breathless je druhé studiové album rockové skupiny Captain Beyond, vydané v roce 1973. V kapele již na bicí nehraje Bobby Caldwell, ale Marty Rodriguez.

## Seznam skladeb

### Strana 1
1. "Sufficiently Breathless" – 5:15
2. "Bright Blue Tango" – 4:11
3. "Drifting in Space" – 3:12
4. "Evil Men" – 4:51

### Strana 2
1. "Starglow Energy" – 5:04
2. "Distant Sun" – 4:42
3. "Voyages of Past Travellers" – 1:46
4. "Everything's a Circle" – 4:14

## Sestava
- Lee Dorman – basová kytara
- Rhino – sólová kytara, akustická kytara, slide kytara
- Rod Evans – zpěv
- Marty Rodriguez – bicí, doprovodný zpěv
- Reese Wynans – piáno
- Guille Garcia – konga, perkuse
- Paul Hornsby – varhany